# شورای مهاجرت از طریق سرمایه‌گذاری

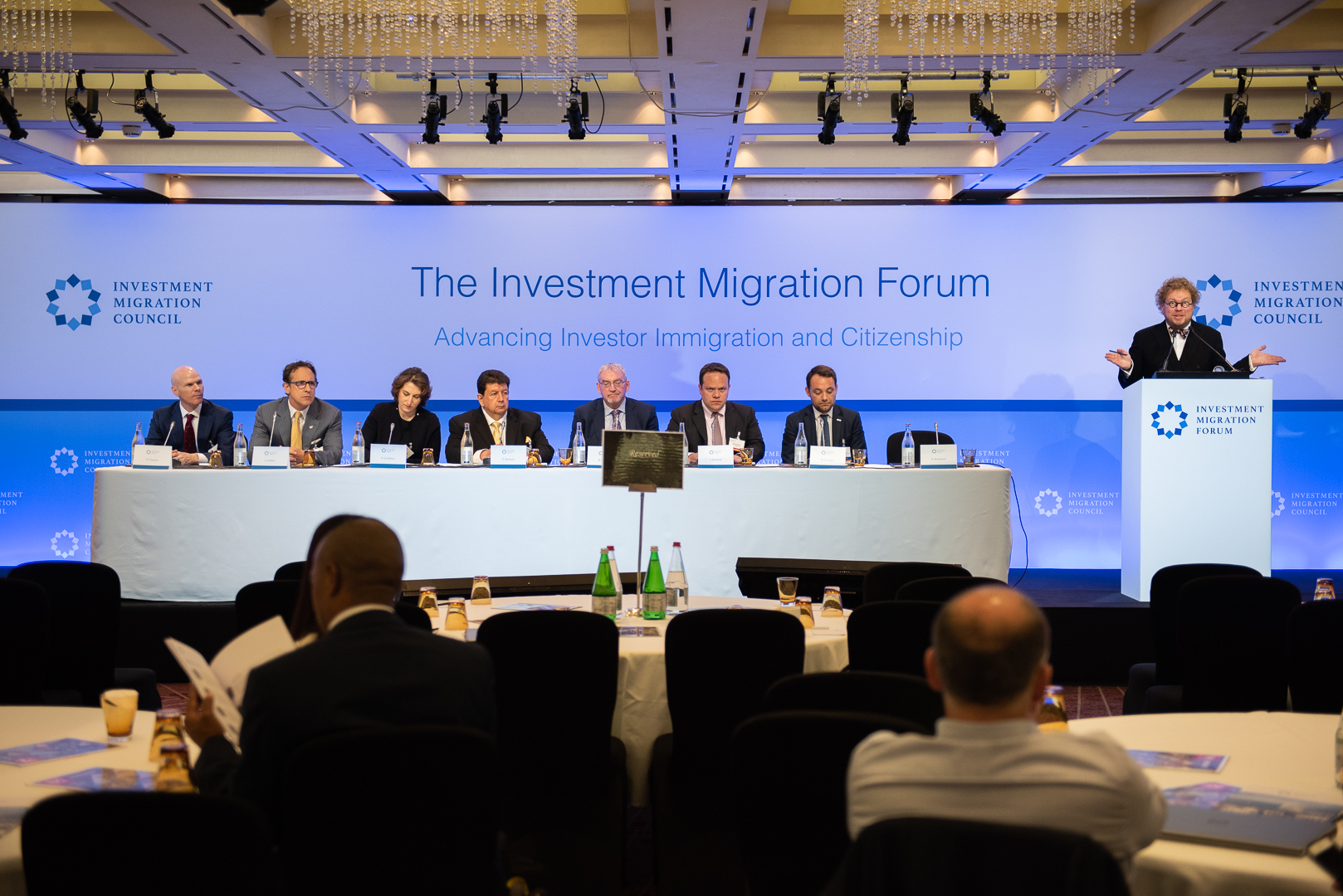
اجلاس شورای مهاجرت از طریق سرمایه‌گذاری در ژنو

شورای مهاجرت از طریق سرمایه‌گذاری (به انگلیسی: Investment Migration Council) با نام اختصاری IMC یک سازمان غیرانتفاعی است که در سال ۲۰۱۴ در شهر ژنو، سوئیس به عنوان سازمانی غیردولتی تأسیس شد. هدف اصلی این انجمن برقراری و تنظیم استانداردهایی در زمینهٔ صنعت مهاجرت از طریق سرمایه‌گذاری در اقصی نقاط جهان می‌باشد.
مقر اصلی این سازمان در شهر ژنو واقع شده و شعباتی هم در لندن، نیویورک و جزایر کیمن (جزایری در دریای کارائیب) دارد. IMC یک نهاد مستقل است. رسالت اصلی آن تعیین استانداردهایی است که براساس آن‌ها به عنوان پلی میان سهامداران سایر انجمن‌ها، دولت‌ها و سازمان‌ها عمل کند. یکی دیگر از اهداف این انجمن، آگاهی‌بخشی و آموزش عموم مردم و شناساندن صنعت سرمایه‌گذاری است.
این شورا با سازمان‌ها، دولت‌ها و شرکت‌های بین‌المللی در سراسر جهان در زمینهٔ مهاجرت از طریق سرمایه‌گذاری همکاری و تعامل دارد. علاوه بر آن، این شورا از صنعت مذکور در جهت بهبود درک عمومی (در زمینه‌های آموزش، اصول اخلاقی و رفتار حرفه‌ای) از مهاجرتِ سرمایه‌گذاری که صنعتی نوپا در دنیا است فعالیت می‌کند.

## نشستها و کارگاه‌ها
کمیتهٔ بین‌المللی سرمایه‌گذاری سازمان‌دهندهٔ نشست‌های سالانه مرتبط با مهاجرت از طریق سرمایه‌گذاری در ژنو سوئیس است. این مجمع دارای بیش از ۳۰۰ شرکت‌کننده شاملِ نمایندگان سازمان‌های بین‌المللی، مقامات دولتی و دانشگاهیان است. شرکت‌کنندگان در این گردهمایی از ۴۰ کشور متفاوت، طی یک دورهٔ سه روزه، دیدگاه‌ها و ایده‌های خود را در میزگردها و کنفرانس‌های متعدد به اشتراک می‌گذارند.

## مدیریت شورای مهاجرت از طریق سرمایه‌گذاری
- ریاست شورای IMC: دکتر دیمیتری کوچنف، استاد حقوق اساسی و حقوق شهروندی اتحادیه اروپا در دانشگاه خرونینگن هلند
- ریاست اجرایی IMC: برونو لوکوئیر
- دبیر هیئت مدیره IMC مستقر در ژنو: نادین گلدفوت
- شریک و رئیس مشاغل مشتریان خصوصی جهانی در Fragomen LLP انگلیس: دیوید چن
- شرکای حقوق مهاجرت: LLP در ایالات متحده، و دکتر کریستین کولین رئیس Henley & Partners در لندن و شرکای قانون مهاجرت کلاسکو در چین و کانادا.